# Ромео і Джульєтта (фільм, 1968)
«Ромео і Джульєтта» (англ. Romeo and Juliet) — художній фільм, знятий 1968 року італійським режисером Франко Дзефіреллі на основі одноіменної трагедії Вільяма Шекспіра. Країни-виробники — Велика Британія, Італія. Кінокомпанії: Dino de Laurentiis Cinematografica, BHE Films, Verona Produzione.

## Знімальна група
- Режисер : Франко Дзефіреллі
- Сценаристи: Франко Брусатті, Масолино д'Аміко, Франко Дзефіреллі
- Композитор : Ніно Рота
- Оператор : Паскуаліно Де Сантіс

## В ролях
- Леонард Вайтінґ — Ромео Монтеккі
- Олівія Гасі — Джульєтта Капулетті;
- Майлоу О'Шеї — чернець Лоренцо
- Майкл Йорк — Тибальд;
- Пет Гейвуд — годівни́ця Джульєтти
- Джон Макенері — Меркуціо;
- Роберт Стівенс — герцог Верони;
- Пол Гардвік — сеньйор Капулетті
- Брюс Робінсон — Бенволіо
- Наташа Пері — сеньйора Капулетті
- Антоніо П'єрфедерічі — сеньйор Монтеккі, батько Ромео
- Есмеральда Располі — сеньйора Монтеккі, мати Ромео
- Роберто Бізакко — граф Парис
- Кіт Скінер — Бальтазар

## Анотація

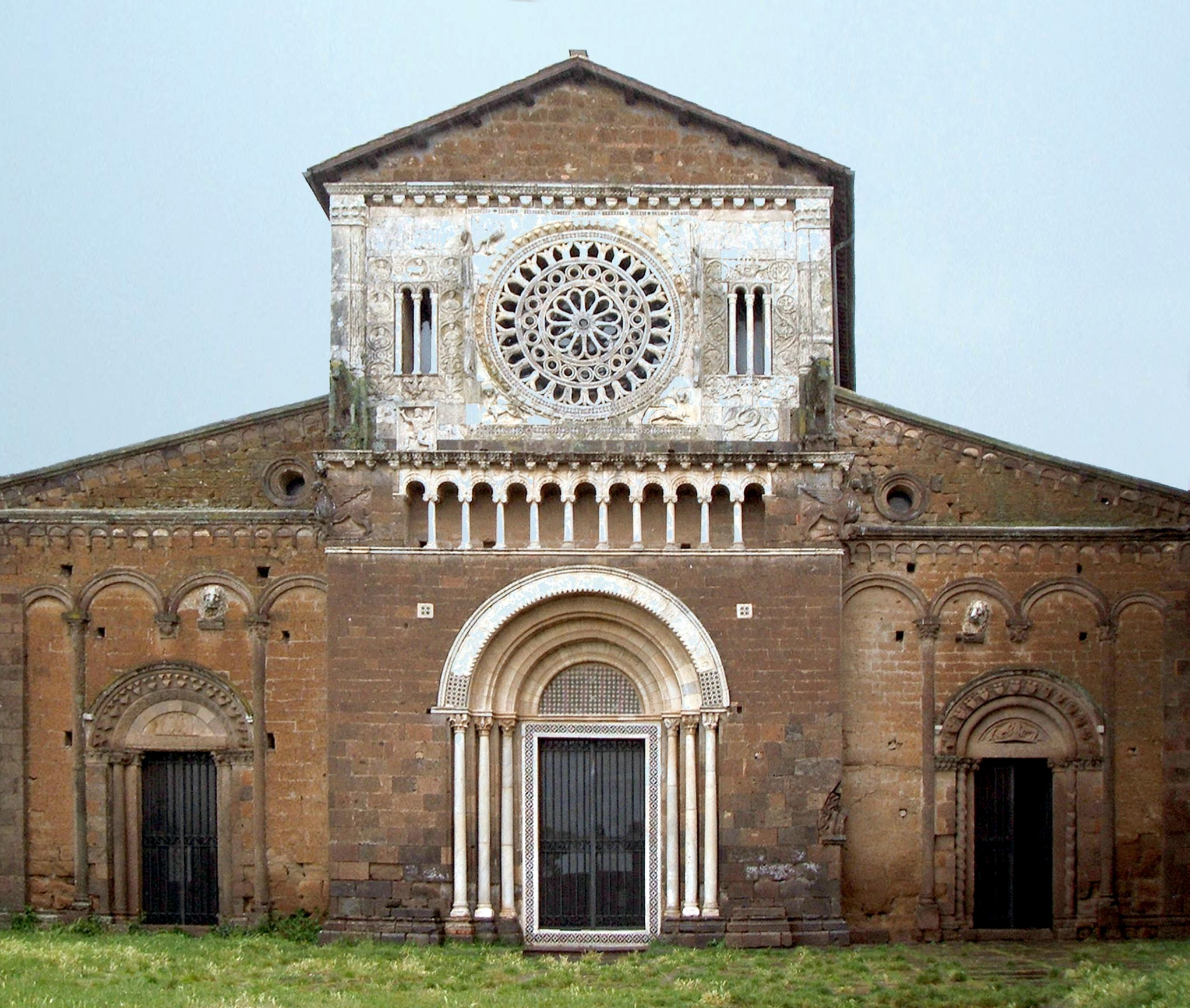
Базиліка Сан П'єтро, місто Тусканія, де провели зйомки вінчання Ромео і Джульєтти.

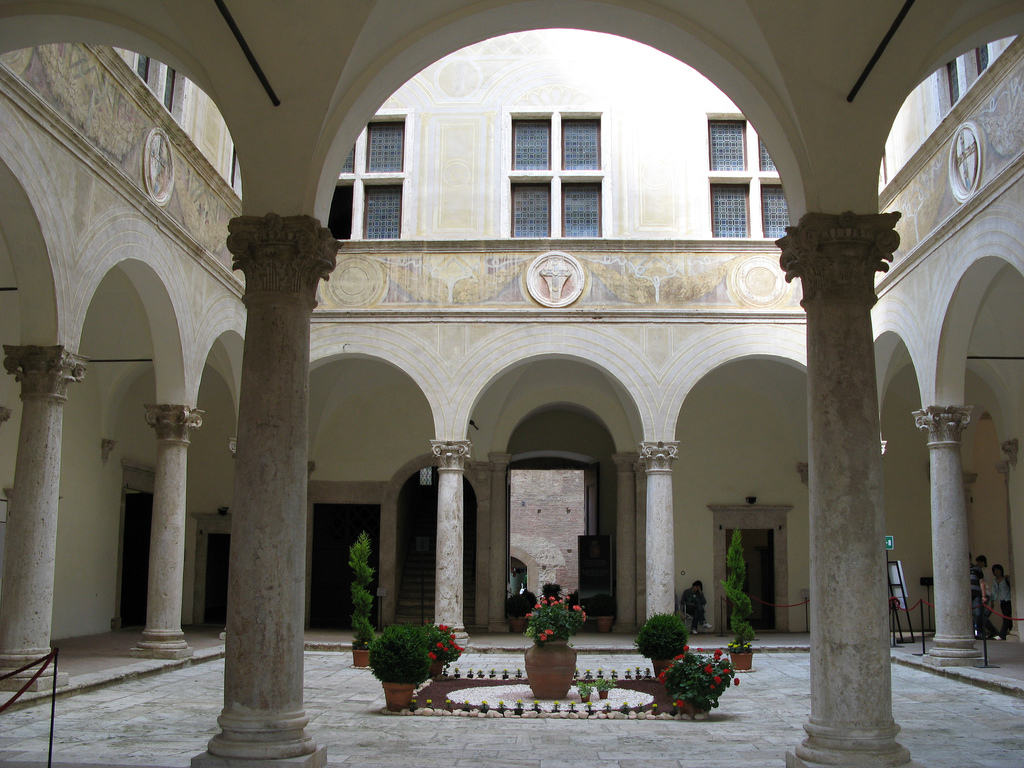
Дворик палаццо Пікколоміні, де проходили зйомки нібито будинку Капулетті.

Існує велика кількість екранізацій відомої шекспірівської трагедії, але найвидатнішою за правом вважають «Ромео та Джульєтту» італійського режисера Франко Дзефіреллі. Епохальна стрічка, яка з тріумфом обійшла екрани всієї планети, миттєво стала класикою світового кіно.
Дзеффіреллі пішов на ризик й зняв акторів, максимально наближених за віком з шекспірівськими героями. Цей крок багато в чому обумовив успіх стрічки. Після тривалого міжнародного пошуку режисер обрав Олівію Гасі, 16-річну англо-аргентинку, та Леонарда Вайтінґа, 17-річного британця, які зачарували глядачів своєю неймовірно відвертою та пристрасною грою.
Критики жваво обговорювали виправданість оголеної сцени та риси сучасної поведінки в манерах середньовічних героїв. Та з усім тим, збігалися на тому, що кінострічка, попри певні недоліки, все ж є неперевершеною.
Зйомки кінокартини відбувалися в різних кутках Італії (неподалік від Сієни, в Губбіо, поблизу Рима), які ідеально відбивали картину міста часів Ромео та Джульєтти.
Композитором фільму виступив Ніно Рота (див. Ромео і Джульєтта (саундтрек до фільму 1968 року)).
1969 року кінострічка отримала нагороду «Оскар» в категоріях «Найкраща робота оператора» (Паскуаліно Де Сантіс) та «Найкращий дизайн костюмів» (Даніло Донаті).